# Aivolävistys
Aivolävistys war eine finnische Punk-Band aus Jyväskylä, die 1998 unter dem Namen Me Syntiset Paskat gegründet wurde und sich 2016 auflöste.

## Geschichte
Die Band wurde im Jahr 1998 unter dem Namen Me Syntiset Paskat gegründet, jedoch erfolgte bereits kurze Zeit später die Umbenennung in Aivolävistys. 2003 erschien über SFU-Records das Debütalbum Raivo, dem sich 2005 Tyhjiä pulloja, bensaa ja tulta bei Raymond Records anschloss. Nach einem Wechsel zu Off Records erschienen hierüber die Alben Älä Katso Ihmistä (2007) und Sotamaa (2010). 2016 folgte das Album Demokasetti in Eigenveröffentlichung. Am 22. Januar 2016 hielt die Band ihren letzten Auftritt ab.

## Diskografie
- 2000: Me Syntiset Paskat (Demo, Eigenveröffentlichung)
- 2003: Raivo (Album, SFU-Records)
- 2005: Tyhjiä pulloja, bensaa ja tulta (Album, Raymond Records)
- 2007: Katso Ihmistä (Album, Off Records)
- 2010: Sotamaa (Album, Off Records)
- 2016: Demokasetti (Album, Eigenveröffentlichung)